# Lubuk Langkap
Lubuk Langkap is een bestuurslaag in het regentschap Bengkulu Tengah van de provincie Bengkulu, Indonesië. Lubuk Langkap telt 522 inwoners (volkstelling 2010).